# 2020 au Japon
Cet article présente les faits marquants de l'année 2020 au Japon.

## Évènements
- 2 janvier : l'ancien président de l'alliance Renault-Nissan Carlos Ghosn, accusé d'abus de confiance aggravé et assigné à résidence au Japon, parvient à s'évader du pays dans des circonstances floues et se rend au Liban.
- 5 juillet : 34 personnes meurent, 14 sont portées disparues et plus de 200 000 sont évacuées à cause d'inondations et de glissements de terrain dans la région de Kumamoto sur l'île Kyūshū au Japon[1].
- 20 juillet : la sonde émirati Al-Amal ("Espoir") est tirée à bord du lanceur japonais H-IIA depuis la Base de lancement de Tanegashima pour aller orbiter autour de Mars en février 2021 (pour les cinquante ans de l'unification des Émirats arabes unis) afin de la cartographier et étudier son atmosphère ; il s'agit à la fois de la première d'une vague de missions non-habitées envoyée vers Mars par plusieurs pays en 2020-2021, et de la première mission spatiale menée par un pays arabe vers Mars[2].
- 28 août : le premier ministre Shinzō Abe annonce sa démission pour raisons de santé.
- 16 septembre : Yoshihide Suga est nommé premier ministre en remplacement de Shinzō Abe.